# 2014 JO25
2014 جيه أوه 25 (بالإنجليزية: 2014 JO25)‏هو جرم قريب من الأرض. تم اكتشافه في آيار/مايو 2014م من قبل الماسح السمائي كاتالينا كجزء من برنامج ناسا لمراقبة الأجرام القريبة من الأرض. تم أخذ صور للجرم بالكاشوف (الرادار) في تاريخ 18 نيسان/أبريل 2017م بواسطة نظام غولدستون الشمسي، وقد تم دمجها لتشكل صور متحركة متاحة للرؤية على قناة ناسا في اليوتيوب. يبلغ حجم الجرم 650 متر، ويبلغ البياض البصري مقدار 0.25 حسب قياسات بعثة نيويس التابعة لناسا.

## المرور عبر كوكب الأرض
حلق الجرم على مسافة قريبة لكوكب الأرض في تاريخ 19 نسيان/أبريل، 2017م، وسيبلغ أقرب بعدعن الكوكب بحدود 1.8 مليون كيلومتر.